# Малимпунг
Малимпунг (индон. Bahasa Malimpung) — один из австронезийских языков, распространён на острове Сулавеси — в о́круге Пинранг провинции Южный Сулавеси (Индонезия).
По данным Ethnologue, количество носителей данного языка составляло 5 тыс. чел. в 1989 году.
Среди наиболее близкородственных языков — маива и энреканг (степень взаимопонятности с языком малимпунг составляет 80% и 70% соответственно).